# Handerki, Sedam
Handerki là một làng thuộc tehsil Sedam, huyện Gulbarga, bang Karnataka, Ấn Độ.